# Штроль-Ферн, Альфред
Альфред Вильгельм Штроль-Ферн (нем. Alfred Wilhelm Strohl-Fern, 1847, Сент-Мари-о-Мин — 1927, Рим) — эльзасский художник и меценат, натурализованный итальянский гражданин, наиболее известен как строитель виллы в Риме, в которой жили члены римского кружка и другие известные художники XIX и XX веков.

## Биография
Эльзасец по происхождению, Альфред Штроль учился живописи в Париже у Шарля Глейра. После поражения Франции в войне с Пруссией, Эльзас должен был перейти Германской империи, Штроль, не желая становиться немецким гражданином, эмигрировал в Италию. В 1879 году он окончательно перебрался в Рим, где хотел создать особый «оазис», в котором ничего не напоминало бы ни о Франции, ни о Германии. Стремление к эскапизму подчёркивалось принятием двойной фамилии — Штроль-Ферн, — в которой Fern означает «Далёкий». 
Построенная им вилла располагалась в Монте-Париоли, налево от садов Виллы Боргезе, рядом располагалась также Вилла Понятовского. При вилле был разбит сад в 8 гектаров, в котором росли сосны, ливанские кедры, кипарисы, гигантские магнолии и ольхи. Журналисты описывали стиль виллы как смесь неоготики и неоромантизма, в духе «Острова мёртвых» Бёклина. В итоге Штроль-Ферн построил целый посёлок для художников, в котором студии возводились по индивидуальным заказам, причём одним из первых владельцев стал сам Арнольд Бёклин. С 1882 года там стали селиться и другие деятели искусства, например, Райнер Мария Рильке. Из русских художников здесь бывали М. А. Врубель и И. Е. Репин, причём Репин жил в Риме в марте — июне 1911 года. В. Суонсон предполагал, что далее в этой студии обосновался английский неоклассицист Джон Годвард.
Штроль-Ферн похоронен на Некатолическом кладбище у врат Сан-Паоло близ пирамиды Цестия, виллу он завещал французскому правительству, но согласно его последней воле, там оставались художники, последние из которых выселились в 1976 году. Главный усадебный дом в 1955 году перешёл Лицею Шатобриана, из студий в неприкосновенности осталась захваченная в 1912 году Тромбадори (до того там располагался Годвард).